# Muralla de Úbeda
La muralla de Úbeda es una cerca militar, principalmente del siglo x, que rodea el casco antiguo de la ciudad española de Úbeda (provincia de Jaén). Está declarada bien de interés cultural.

## Historia
Propia de la importancia estratégico-defensiva que adquirió la ciudad jiennense, su amurallamiento fue impresionante —como aún hoy se puede apreciar—. De él afirmaba Argote de Molina en su Nobleza del Andalucía, publicada en 1586: «Es la Ciudad de Úbeda cercada de muralla muy fuerte y hermosamente torreada que le da mucha majestad y ornato». Cuarenta y cuatro años más tarde (1630), otro historiador, Pedro Méndez de Silva, cita a Úbeda en su célebre Población de España, en los siguientes términos: «Con fuertes y torreados muros, hermoseada de vistoso alcázar se descubre en un cerro la ciudad de Úbeda».
La primera vez que se menciona la cerca de Úbeda en fuentes documentales fue con motivo de la batalla de Navas de Tolosa. Cuando los moradores de Baeza ante la cercanía de los ejércitos cristianos se refugian en la mezquita de Úbeda al amparo de sus murallas. Fuera de las murallas, la ciudad se extendía a través de "la jerquía", análogamente a como en Córdoba conocen la ciudad baja o axerquía.
Sus muros estaban siempre hermosamente almenados y desde ellos, los heraldos y vigías proclamaban a toque de timbales y clarines los acontecimientos más notables. Cada puerta y torre estaba amparada por un caballero y su noble estirpe.
Ya en 1700, los huecos entre las torres comienzan a ser ocupados por casas, aprisionando la muralla y dejándola a merced de los vecinos de esas casas, quienes para hacerlas más espaciosas, clandestinamente la hacen desaparecer.
A partir de 1821, la muralla empieza a ser totalmente abandonada, y se empiezan a enajenar sus terrenos para aliviar las penurias del Concejo. Año tras año, con indiferencia se van arrancando piedras a la muralla. En 1876 se derribó la celebérrima Puerta de Toledo.

## Descripción
Rodeaba a la ciudad-acrópolis. Se conformaba con dos recintos. El primer recinto amurallado se limitaría al Cerro del Alcázar, en un segundo momento se fortificarían los arrabales surgidos en torno a este primer núcleo. Aún se conserva en gran parte este segundo anillo defensivo, incluyendo algunas de sus antiguas puertas y bastantes torres. En total contaba con 9 puertas —13 si sumamos las del Alcázar—:

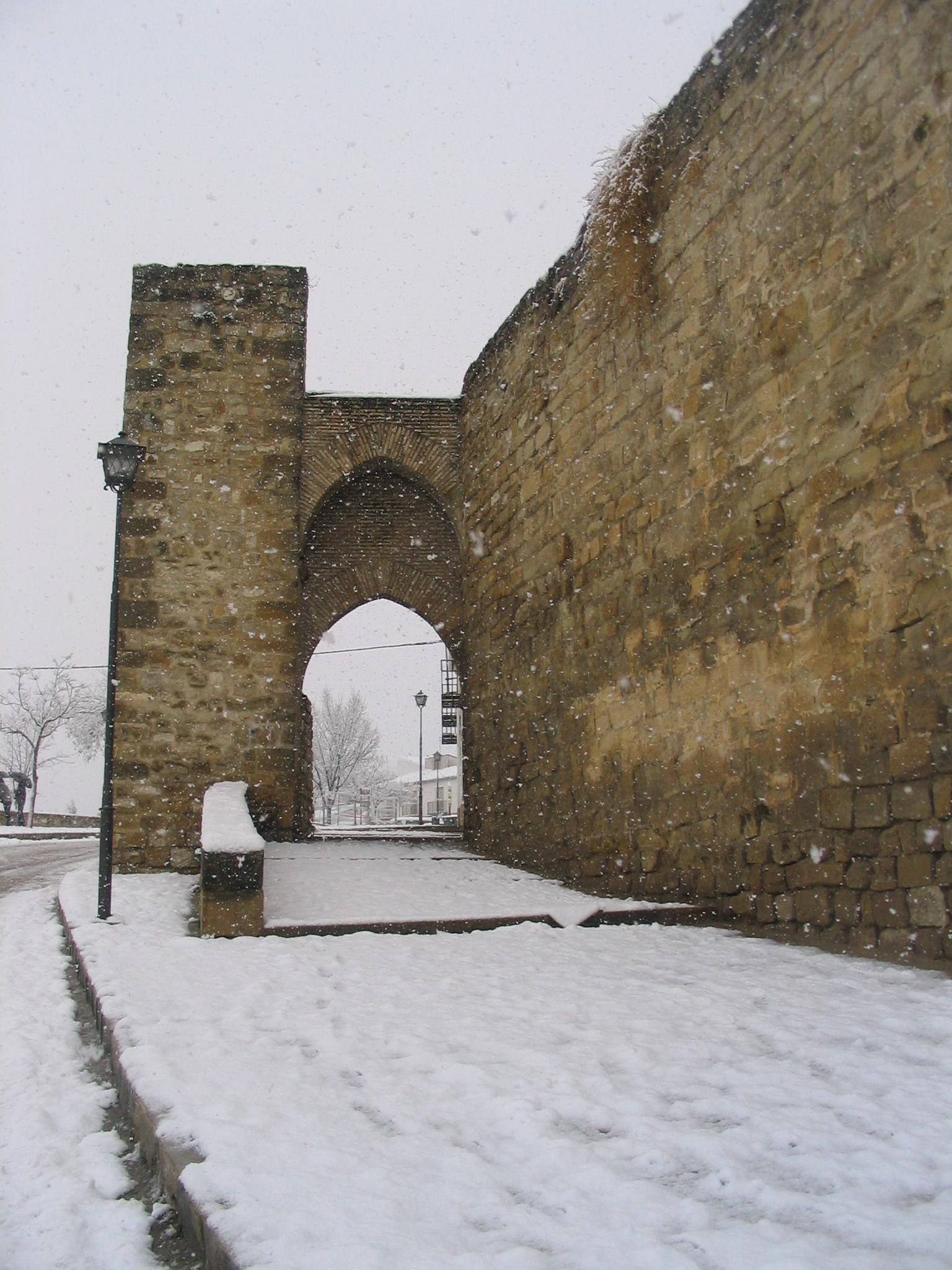
Puerta de Santa Lucía.

La más importante con diferencia, por su monumentalidad y significancia era la desaparecida Puerta de Toledo, frente a la que se abrió el mercado, y bajo la cual el emperador Carlos juró los fueros ubetenses. Fue demolida incomprensiblemente a comienzos del siglo xix. 
Las tres puertas principales que se conservan son: 
- La Puerta del Losal —o de Valencia—, es mudéjar, se compone de un doble arco de herradura apuntado y un arco exterior de medio punto, sustentado por columnas octogonales. Su estilo mudéjar es un buen ejemplo de las técnicas musulmanas que se continuaron utilizando tras la reconquista.
- La Puerta de Granada, se enmarca en arco de medio punto y sigue la misma línea de muralla. Daba acceso al antiguo Camino Real de Granada. Junto a ella, se hallaba el majestuoso Arco de San Lorenzo, demolido en 1856. También se encuentra un pilar abrevadero desde época inmemorial. En los alrededores, se encuentran restos de las curtidurías de la época islámica, la llamada Plaza de las Tenerías y, por detrás, restos de la Barbacana. La tradición dice que por esta puerta se dirigió la reina Isabel la Católica a la conquista de Baza. Asimismo, se afirma que el que sea capaz, delante de la puerta, sólo ayudado de la boca de comer una granada sin dejar caer un solo grano, hallará un tesoro a sus pies.
- La Puerta de Santa Lucía o puerta mudéjar de Quesada: ha sido reconstruida pero conserva el arranque de los arcos originales y de la cimentación. Da acceso al barrio árabe y alfarero de San Millán y marca el inicio de la Redonda de Miradores, notable mirador a los campos que rodean la ciudad.

Por su cercanía, se presume la sustituta de la que sería la puerta más antigua que tubo Úbeda, la llamada Puerta de Ibiut, la más impresionante del conjunto amurallado y aneja a la mítica torre de Ibiut, origen mítico de la propia Úbeda, así como con el llamado en algunos escritos como Arco de Viuz, o también Puerta de Bahud o Abehud.
Aún, se pueden ver otras puertas, como la de la Corredera, o el Portillo del Santo Cristo, que son reconstrucciones aproximadas. Recientemente, la demolición de varias casas apoyadas en la muralla, ha sacado a la luz en la cuesta Carvajal una parte de la puerta que daba acceso al barrio judío, los restos de la Puerta del Baño, con base de su torre del mismo nombre. 

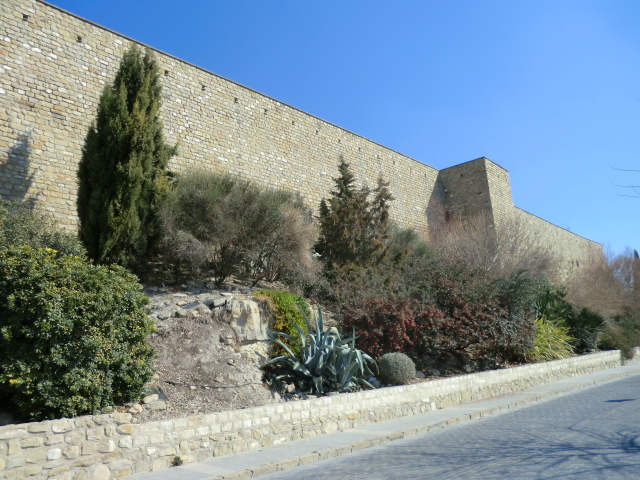
Muralla.

Otras puertas importantes y desaparecidas eran la Puerta de Jaén, Puerta de Calancha y la Puerta de Sabiote.
En cuanto a las torres, hay que destacar la de las torre de las Arcas, en la Corredera, torre albarrana de forma octogonal, y la Torre del Reloj, en la Plaza de Andalucía, con un bello templete superior de estilo Renacimiento, que contiene el cuerpo de las campanas. Su gigantesca campana de bronce, es la más antigua de la ciudad, data de 1574 y pesa 123 arrobas y 14 libras, o sea, 1422 kilos. Tocar a fiesta con tal noble campana, fue siempre un signo de distinción.
Con posterioridad, cada nuevo barrio o arrabal, se fue amurallando, abriendo nuevas puertas y postigos anexos a la cerca principal.
La parte sur de la muralla, constituye en gran parte un bello paseo, pues desde ella se contempla las nevadas alturas de Sierra Mágina y la Sierra de Cazorla, además del típico paisaje del «mar de olivos», alineados sobre la infinidad de pequeñas colinas del amplio valle del Guadalquivir.

## Recinto del alcázar
La muralla interior o del alcázar, corría entre la puerta del Baño, por el arroyo de Santa María, hasta al Plaza de Santa María, y desde aquí partía de oeste a este por la calle alta del Salvador hasta la Torre de Tierra —junto a la Puerta de Bahud—, aún queda en pie la parte baja del muro que entroncaba con aquella puerta.
Por la parte Sur no tenía puerta alguna que la uniera directamente con extramuros, porque la alcazaba se encontraba en una gran altitud y el terreno al pie de la muralla era cortado a pico, haciéndola inexpugnable y por lo tanto sin salida.
La puerta principal daba a la calle Baja del Salvador. Existía un postigo o puerta secundaria que enlazaba directamente la mezquita con la ciudad. Todavía se conserva —es la actual puerta de entrada desde el claustro al despacho parroquial—. Se trataba más tarde del único acceso de los habitantes de Úbeda a la Iglesia Mayor.